# Gaten Matarazzo
Gaten John Matarazzo III (* 8. září 2002, New London, Connecticut, USA) je americký herec. Je známý ze sci-fi seriálu Stranger Things internetové streamovací televize Netflix, kde hraje roli Dustina Hendersona.

## Život a kariéra
Gaten Matarazzo vyrostl v Little Egg Harbor Township v New Jersey. Má starší sestru a mladšího bratra, který účinkoval v televizní reklamě. Gaten má kleidokraniální dysplazii, kterou sdílí se svojí postavou v seriálu Stranger Things.
Svou hereckou kariéru Gaten Matarazzo začal v devíti letech. Na Broadwayi hrál roli Benjamina v muzikálu Dobrodružství Priscilly, královny pouště a roli Gavroche v Les Misérables. V roce 2015 byl obsazen do role Finna v epizodě seriálu The Blacklist. Od roku 2016 hrál postavu Dustina Hendersona ve sci-fi seriálu Stranger Things, který je vysílán na portálu Netflix.

## Filantropie
Matarazzo se snaží o zvýšení povědomí o kleidokraniální dysplazii, aby získal finanční prostředky pro organizaci CCD Smiles, která usiluje o zlepšení života lidí s tímto onemocněním.